# 保禄·若瑟·科尔德斯
保禄·若瑟·科尔德斯（德語：Paul Josef Cordes；1934年9月5日—2024年3月15日）是天主教会德國籍枢机及宗座一心委員會荣休主席。

## 生平
科尔德斯出生于德国基尔逊德姆，1961年12月21日晋铎，1976年2月1日晋牧。他於1995年12月2日獲委任為宗座一心委员会主席。2007年11月24日被教宗本笃十六世册封为執事級樞機，領魚市場的聖老楞佐執事區領銜執事銜。他於2010年10月7日榮休並卸任宗座一心委員會主席。他於2018年升為司鐸級樞機並領該聖堂為領銜堂區。

## 榮譽

### 外国勋章奖章
- 大绶景星勋章（中华民国，1999年10月8日批准[2]，2000年1月17日于台北总统府颁授[3]）

### 荣誉学位
輔仁大學在他2000年訪問台灣時向他頒授荣誉神學博士學位。

## 牧徽

保祿·若瑟·科爾德斯的枢机牧徽